# Михайлівська площа (Одеса)
Михайлівська площа — площа в Одесі, розташована на півдні історичного району міста Молдаванки.

## Будівлі
На площі розташована Михайлівська церква, трапезна при церкві, бювет, баскетбольне поле та три дитячі майданчики.
З північного боку, через дорогу, за адресою Михайлівська площа, 10 розташована школа № 1.

## Транспорт
Навколо площі діє круговий односторонній рух. У північно-східному кутку парку знаходиться автобусна зупинка, через яку слідує маршрутка 191.